# Andre Ward vs. Arthur Abraham
Andre Ward vs Arthur Abraham, var en supermellemvægtmesterskab kamp om WBA mellemvægtmesterskabet. Det var en del af Super Six World Boxing Classic semifinalerne. Andre Ward, Arthur Abraham, Carl Froch og Glen Johnson var alle én sejr fra turneringens sidste vej u supermellemvægtherredømmet. Kampen blev afholdt den 14. maj 2011, på Home Depot Center i Carson, Californien og blev tv-transmitteret på Showtime og tyske ARD.

## Dommere
Kampens ringdommer var Luis Pabon, og dommerne var Stanley Christodoulou, Ingo Barrabas og James Jen-Kin. Luis Pabon had previously been referee for the fight Amir Khan vs. Paul McCloskey Fight in April 2011. Luis Pabon var tidligere samme år dommer til Amir Khan vs Paul McCloskey kampen i april 2011.

## Build Up

### Andre Ward
Ward besejrede Mikkel Kessler den 21. november 2009 om WBA Supermellemvægtmesterskabet i sin første Super Six World Boxing Classic kamp. Efterfølgende, annoncerede Jermain Taylor sit exit fra turneringen. Allan Green blev valgt som hans afløser og udfordrede WBA supermellemvægtmesteren. Ward besejrede Green ved en enstemmig afgørelse den 19. juni 2010.

### Arthur Abraham
I sin første kamp i turneringen, stod han over for Jermain Taylor i oktober 2009 i Berlin, Tyskland som han besejrede via knockout i 12. runde. Han tabte sin næste kamp ved diskvalifikation på grund af at ramme Andre Dirrell, mens han var nede i 11. runde. På tidspunktet af diskvalifikation, var reslutatet 97–92, 98–91 og 97–92 til Dirrell. Han tabte til Carl Froch den ledige WBC Super-mellemvægt titel i sin tredje kamp i turneringen, hvor han blev domineret fra start til slut og tabte til en enstemmig afgørelse. Pointene var af dommerne 119–109, 120–108 og 120–108, som afspejlede den ene ensidige karakter af kampen.

## Hovedkampe
- Supermellemvægtmesterskabskampt:  Andre Ward vs.  Arthur Abraham

Ward besejrede Abraham via enstemmig afgørelse (120–108, 118–110, 118–111).
- Sværvægtkamp:  Chris Arreola vs.  Nagy Aguilera

Arreola besejrede Aguilera via teknisk knockout på 1:58 i tredje omgang.
- Sværvægtkamp:  Manuel Quezada vs.  Bowie Tupou

Tupou besejrede Quezada via knockout på 0:53 i syvende omgang.

### Underkort
- Mellemvægtkamp:   Dominik Britsch vs.  Ryan Davis

Britsch besejrede Davis via teknisk knockout på 2:22 i femte omgang.
- Supermellemvægtkamp:   Shawn Estrada vs.  Byron Tyson

Estrada besejrede Tyson via knockout i første omgang.
- Letmellemvægtkamp:   Javier Molina vs.  Danny Figueroa

Molina besejrede Figueroa via enstemmig afgørelse.
- Letweltervægtkamp:   Ty Barnett vs.  Andrey Klimov

Klimov besejrede Tyson via teknisk knockout på 1:12 i tredje omgang.
- Superfluevægtkamp:   Matthew Villanueva vs.  Frank Gutierrez

Villanueva besejrede Gutierrez via teknisk knockout på 1:12 i første omgang.
- Letmellemvægtkamp:   Arman Ovsepyan vs.  Arthur Brambila

Ovsepyan besejrede Brambila via teknisk knockout på 2:44 i første omgang.

## Kampen
Ward startede langsomt med Abraham og forsøgte at finde en måde at trænge ind gennem hans stramme forsvar. Efter nogle konkurrencedygtige første par omgang, tilegnede Ward sig kontrol over kampen, ved hjælp af hans ringkyndige og instinkter til at styre Abraham. Selvom Abraham var noget passiv til tider, gav han en alvorlig indsats, og kastede ofte kombinationer, der for det meste blev blokeret af Ward. Abraham sårede Ward et par gange i den sidste omgang, men det var ikke nok til at afslutte Ward, der havde domineret kampen og vandt en enstemmig afgørelse.

## International udsendelse
| Land          | Tv-kanal     |
| ------------- | ------------ |
| Australien    | Main Event   |
| Danmark       | TV2          |
| Tyskland      | Das Erste    |
| Ungarn        | Sport 2      |
| Polen         | Polsat Sport |
| Portugal      | SportTv1     |
| United States | Showtime     |